# Condado de Ohio (Virginia Occidental)
El condado de Ohio (en inglés: Ohio County), fundado en 1776, es uno de los 55 condados del estado estadounidense de Virginia Occidental. En el año 2000 tenía una población de 47 427 habitantes con una densidad poblacional de 172 personas por km². La sede del condado es Wheeling.

## Geografía
Según la Oficina del Censo, el condado tiene un área total de 282 km² (108,9 mi²), de la cual 275 km² (106,2 mi²) es tierra y 8 km² (3,1 mi²) (2,46%) es agua.

### Condados adyacentes
- Condado de Brooke - norte
- Condado de Washington - este
- Condado de Marshall - sur
- Condado de Belmont - oeste
- Condado de Jefferson - noroeste

### Carreteras
- I-70
- I-470
- U.S. Highway 40 - Carretera Nacional
- U.S. Highway 250
- Ruta de Virginia Occidental 2
- Ruta de Virginia Occidental 88

## Demografía
En el 2000 la renta per cápita promedia del condado era de $30,836, y el ingreso promedio para una familia era de $41,261. En 2000 los hombres tenían un ingreso per cápita de $31,132 versus $21,978 para las mujeres. El ingreso per cápita para el condado era de $17,734. Alrededor del 15.80% de la población estaba bajo el umbral de pobreza nacional.

## Ciudades, pueblos y villas

### Comunidades incorporadas
| - Bethlehem - Clearview - Triadelphia | - Valley Grove - West Liberty - Wheeling (parcialmente en el condado de Marshall) |

### Comunidades no incorporadas
| - Betty Zane - Clinton - Eden - Elm Grove - Greggsville | - Mount Echo - Mozart - Point Mills - Roneys Point - Warwood |

### Distritos
- Distrito de Liberty (1)
- Distrito de Richland (2)
- Distrito de Triadelphia (3)